# Brochant (Métro Paris)

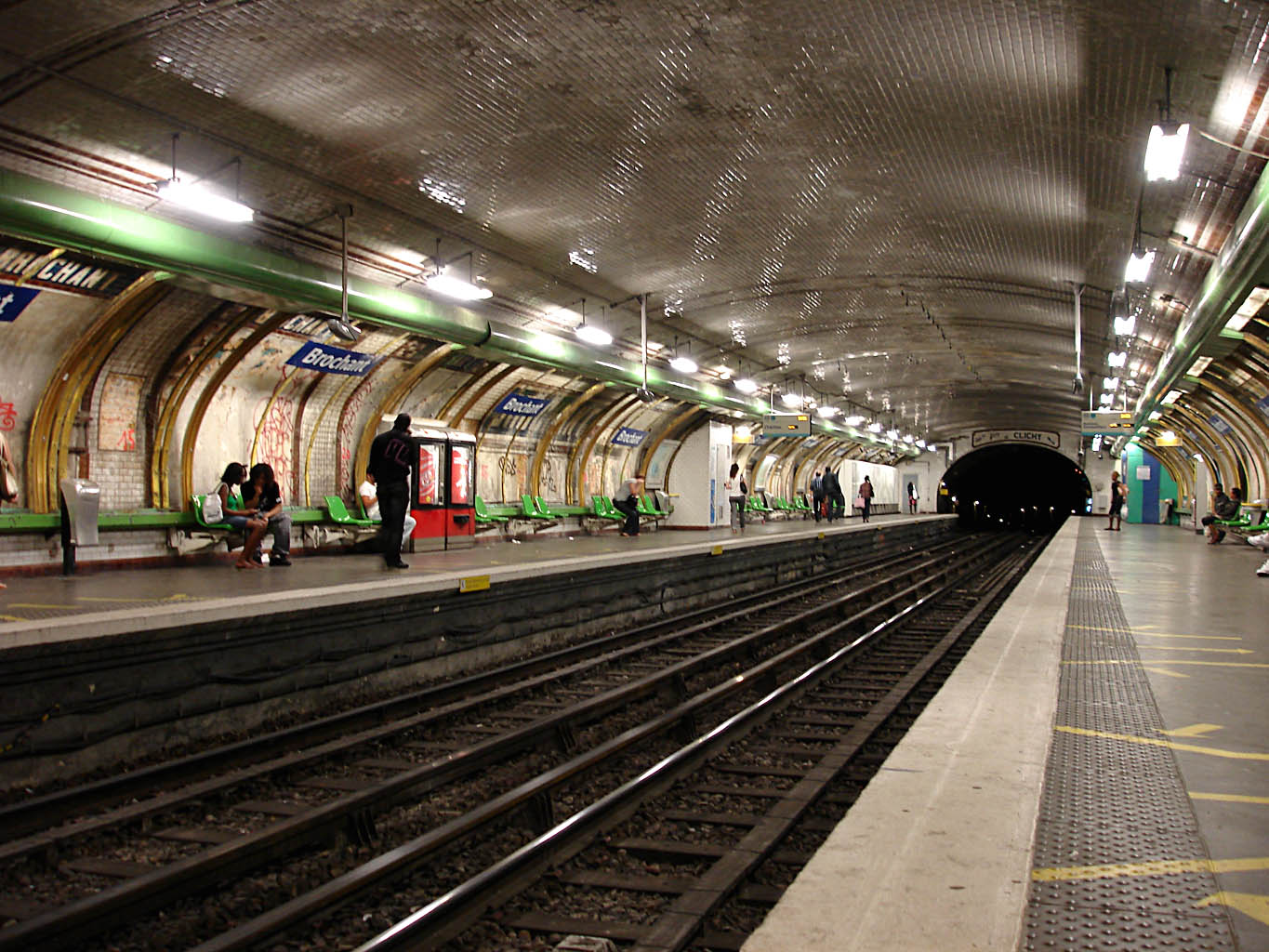
Zustand während des Abbaus der Metallverkleidung der Seitenwände (2008)

Der U-Bahnhof Brochant ist eine unterirdische Station der Linie 13 der Pariser Métro.

## Lage
Die Station befindet sich im Quartier des Épinettes des 17. Arrondissements von Paris. Sie liegt am Westast der Linie 13 längs unter der Avenue de Clichy nordwestlich der Einmündung der Rue Brochant.

## Name
Die Station hat ihren Namen von der Rue Brochant. Der Geologe und Mineraloge André Brochant de Villiers (1772–1840) war Mitglied der Académie des sciences, Berater des Parlaments und Mitautor der ersten vollständigen Karte von Frankreich.

## Geschichte und Beschreibung

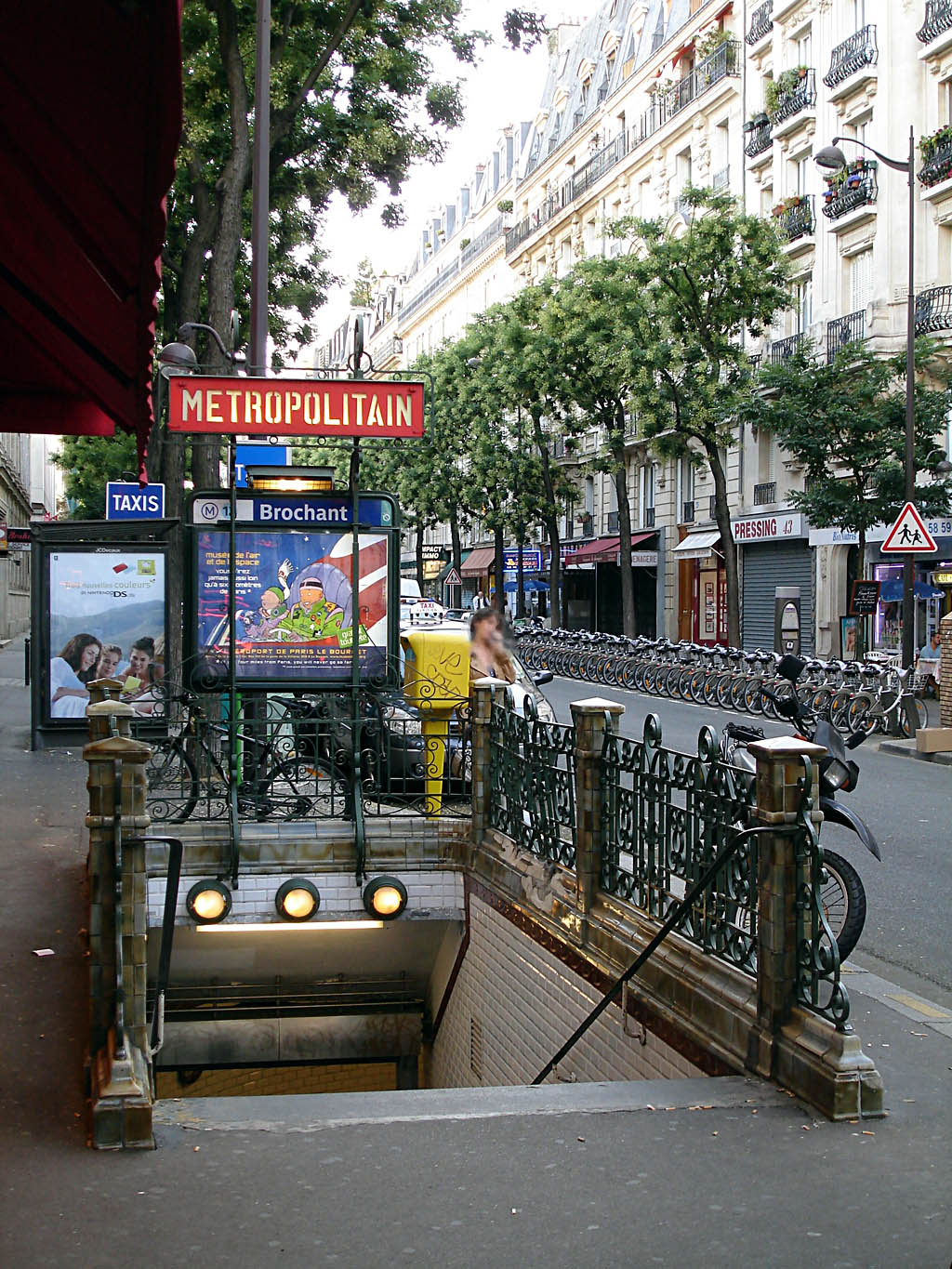
Zugang auf dem östlichen Gehsteig der Rue Brochant

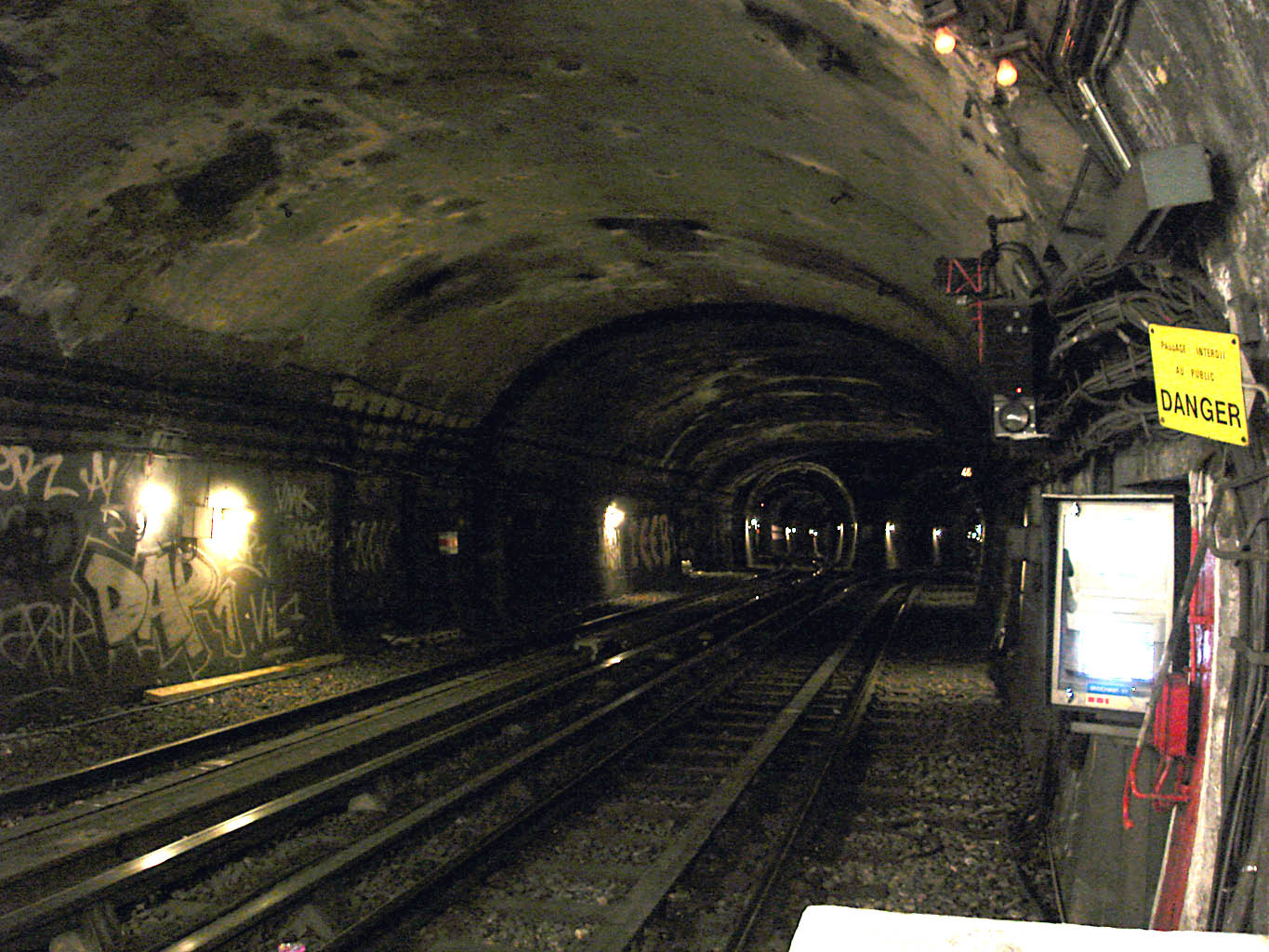
Trennung des Tunnels in zwei eingleisige Röhren westlich der Station

Die Station wurde am 20. Januar 1912 von der Société du chemin de fer électrique souterrain Nord-Sud de Paris (Nord-Sud) eröffnet, als diese den westlichen Ast ihrer Linie B von La Fourche nach Porte de Clichy in Betrieb nahm. Im Zuge der Übernahme der Nord-Sud durch die Compagnie du chemin de fer métropolitain de Paris (CMP) am 1. Januar 1930 wurde die Linie B am 27. März 1931 in Linie 13 umbenannt.
Die Halle weist einen elliptischen Querschnitt auf, ihre Decken und Wände sind weiß gefliest. Gegenüber den Stationen der konkurrierenden CMP wurde sie optisch aufwendiger gestaltet; wegen der bei der Nord-Sud installierten Oberleitung ist sie zudem geringfügig höher, und die Seitenwände folgen im unteren Bereich nicht wie bei den Stationen der CMP der Krümmung der Ellipse. Über den Tunnelmündern sind die Namen der ursprünglichen Endstationen angebracht. An den beiden Streckengleisen liegen Seitenbahnsteige von jeweils 75 m Länge. Die Metallverkleidung der Seitenwände aus den 1950er Jahren wurde 2009 entfernt und das originale Aussehen beider Teilstationen weitgehend wiederhergestellt.
Die beiden Zugänge liegen am Ostkopf der Station in der Rue Brochant an deren Einmündung in die Avenue de Clichy. Zwischen gemauerten Pfeilern weisen sie verspielte Brüstungen aus Eisen auf. Der östliche Zugang trägt ein Schild, dessen ursprüngliche Beschriftung NORD-SUD durch METROPOLITAIN ersetzt wurde.
Der U-Bahnhof Brochant liegt über dem Hauptabwasserkanal Collecteur de Clichy. Westlich der Station teilt sich der Métrotunnel in zwei getrennte Röhren, zwischen denen der Kanal verläuft.

## Fahrzeuge
Auf der Linie 13 liefen zunächst Fahrzeuge der Bauart Sprague-Thomson mit Modifikationen gemäß den Vorgaben der Betreibergesellschaft Nord-Sud. Ab Februar 1952 wurden sie durch die Baureihe MA ersetzt, jene ab 1975 wiederum durch die Baureihe MF 67. 1978 erhielt die Linie als erste im Netz die neuen Züge der Baureihe MF 77, die seitdem als einziger Fahrzeugtyp dort verkehrt.

## Umgebung
- Cité des Fleurs
- Kirche Saint-Joseph-des-Épinettes
- Parc Clichy-Batignolles - Martin-Luther-King